# Герб Эквадора
Герб Эквадора в его современном виде был утверждён в 1900 году и основывается на более старой версии 1845 года.

## Описание
На овальном щите изображён вулкан Чимборасо и река Гуаяс, начинающаяся у его подножья. Эта картина означает красоту и богатство регионов Сьерра и Коста. Корабль на реке называется тоже Гуаяс. Он был построен в 1841 в Гуаякиле и был первым пароходом, построенным на западном берегу Южной Америки. Вместо мачты изображён кадуцей, представляющий торговлю и экономику. Наверху находится золотое солнце, окружённое астрологическими знаками Овна, Тельца, Близнецов и Рака, представляющие месяца с марта по июль, что означает продолжительность мартовской революции 1845. Кондор с распростёртыми крыльями на верху щита означает мощь, величие и силу Эквадора. По бокам щита расположены 4 флага Эквадора. Лавр слева означает славу республики. Пальмовый лист справа означает мир. Фасции под щитом означают достоинство республики. Все исторические гербы Эквадора имели овальную геральдическую форму. Исключение составил герб, принятый в 1843 году — щит был испанской геральдической формы.

## История герба
|  | Во время освободительного восстания 1820 года в провинции Гуано патриоты провозгласили независимость. Своей эмблемой они избрали окруженную венком звезду свободы. Однако после окончательного освобождения от испанцев в 1822 году Эквадор оказался в составе Великой Колумбии. |
|  | Герб, похожий на современный, был представлен после освободительной революции 1845 года, но тогда был окружён бело-сине-белыми флагами, которые позже были заменены на триколор. Герб в современной форме принят конгрессом Эквадора 31 октября 1900 года.                       |

## Использование
Герб используется президентом, парламентом, министерствами и некоторыми другими властными и общественными учреждениями. Герб изображён на флаге, на многих монетах и банкнотах вышедших из употребления сукре и современных центаво (1/100 доллара) эквадорского монетного двора.